# Stocznia Gdanska B369
Der Stocznia Gdanska B369 ist ein in zwölf Einheiten gebauter Kühlschiffstyp.

## Bauwerft
Der Entwurf der Danziger Werft (Stocznia Gdańska) entstand in den Jahren 1991 bis 1994. Zunächst baute die Werft sechs Einheiten des B369-Typs für die Reederei Star Reefers, es folgten zwei B369-I-Bauten für Unicool Ship und schließlich weitere vier B369-II-Schiffe für Reefership Marine Services.

## Schiffsbeschreibung
Die Schiffe haben achtern angeordnete Deckshäuser und vier Hauptladeräume mit einem Rauminhalt von rund 14.979 m3, die in 16 Kühlladeräume unterteilt und für den Palettentransport optimiert sind. Alle Laderäume verfügen über vier Zwischendecks. Das Kühlsystem ist sowohl für Tiefkühlladungen (−25 °C), als auch für Bananenladungen (+14 °C) ausgelegt. Darüber hinaus ist die Kühlanlage für den Betrieb mit kontrollierter Atmosphäre (CA) ausgelegt. Es stehen insgesamt 178 TEU Stellplätze für Container zur Verfügung.
An Deck befinden sich Stellplätze für 47 Kühlcontainer sowie vier elektrohydraulische Deckskräne. Zwei der Kräne heben je 32 Tonnen, die anderen beiden je 8 Tonnen. Zum einfachen Umschlagen der Kartons in den Ladehäfen besitzen die Schiffe auf jeder Seite 4 Seitenpforten. Die Tragfähigkeit der Einheiten beträgt rund 10.600 Tonnen. Die An- und Ablegemanöver werden bei allen Schiffen durch ein Bugstrahlruder unterstützt.

### Maschinenanlage
Der Antrieb der Star-Reefers-Einheiten erfolgt durch einen Wärtsilä-Sulzer-Zweitakt- Dieselmotor des Typs 6RTA62 mit einer Nennleistung von 11400 kW, der eine Geschwindigkeit von knapp 21 Knoten ermöglicht.
Bei diesen Schiffen stehen drei Diesel-Generator-Aggregate (Typ Sulzer 6ATL25H) Hilfsdiesel mit je 1150 kW zur elektrischen Energieversorgung bereit.
Die Dole-Schiffe erhielten einen MAN B&W Hauptmotor des Typs 6S60MC mit einer Nennleistung von 13.500 kW und vier Diesel-Generator-Aggregate (Bergen Diesel vom TYPE=KRG-6) mit je 945 kW bei 720/min zur Stromerzeugung.

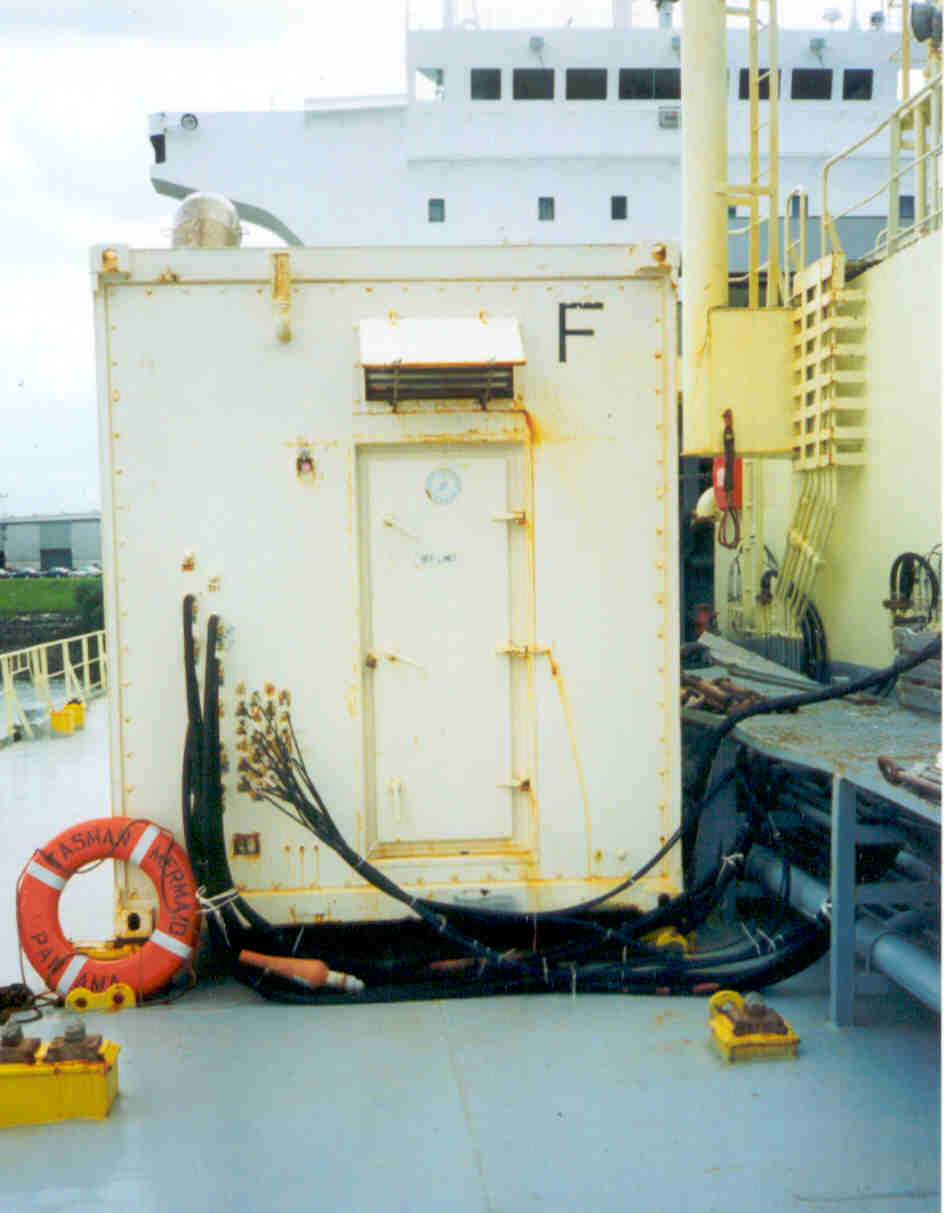
CA-Anlage an Deck eines Kühlschiffes, deren aktiven Komponenten sich in einem 40-Fußcontainer befinden

### Ladungskühlanlage
Dieser Kühlschiffstyp wurde mit einer Ladungskühlanlage ausgestattet, um alle vier Laderäume mit insgesamt 5900 m² Stellfläche für 4300 Paletten zu kühlen. Die Kälteanlage und die Umwälzlüfter zur Kaltluftversorgung sind maximal für einen 90fachen Luftwechsel ausgelegt, außerdem ist ein 2facher Frischluftwechsel möglich.
Die Laderäume mit insgesamt 16 Compartements sind  in 8 Temperaturzonen unterteilt und haben eine Höhe von 2,2 Metern, um Gabelstaplerbetrieb zu ermöglichen. Die vier Lukendeckel (12,4 × 8,5 m) sind zusätzlich mit einer sogenannten Bananenluke (2,5 × 2,5 m) für den Elevatorenumschlag ausgestattet.

### Betrieb mit kontrollierter Atmosphäre
Die ersten vier Schiffe dieses Typs wurden später für den CA-Betrieb umgebaut, dazu wurden die Laderäume und hier besonders die Lukendeckel, Seitenpforten und die Bereiche der Zu- und Abluftversorgung besser abgedichtet. Es wurden zusätzliche Leitungen (Mess- und Versorgungsleitungen)  zu den einzelnen Temperaturzonen der Laderäumen  verlegt, um diese Bereiche mit aus der Umgebungsluft erzeugtem Stickstoff beschicken zu können. Über die Messleitungen werden Proben der Laderaumatmosphäre gezogen, um die vorgegebenen Nenndaten (z. B. 3 % O2, 5 % CO2, 92 % N2) einzuregeln.
Die Dole-Schiffe erhielten schon beim Bau die beschrieben Einrichtungen für den CA-Betrieb. Die notwendigen technischen Einrichtungen zur automatischen CA-Regelung und zur Stickstofferzeugung wird in separaten Anlagen nur bei CA-Transporten an Deck gestellt und hier sowohl an die elektrische Energieversorgung und an die Versorgungs- und Messleitengen angeschlossen. Sie sind in der Regel in 40-Fuß-Containern eingebaut.

## Die Schiffe
| Stocznia Gdańska B369 (Auswahl) | Stocznia Gdańska B369 (Auswahl) | Stocznia Gdańska B369 (Auswahl) | Stocznia Gdańska B369 (Auswahl)               | Stocznia Gdańska B369 (Auswahl)   | Stocznia Gdańska B369 (Auswahl) |
| Schiffsname                     | Bauwerft / Baunummer            | IMO Nummer                      | Kiellegung Stapellauf Indienststellung        | Auftraggeber                      | Spätere Namen und Verbleib |
| ------------------------------- | ------------------------------- | ------------------------------- | --------------------------------------------- | --------------------------------- | --- |
| Justinian                       | Stocznia Gdańska / B369/01      | 8814299                         | - 24. Januar 1992                             | Star Reefers Shipowning           | Polar Ecuador (1996) → Ecuador Star (2005) → Zhong Xiang (2017) → in Fahrt |
| Gordian                         | Stocznia Gdańska / B369/02      | 8814304                         | - 24. April 1992                              | Star Reefers Shipowning           | Polar Argentina (1995) → Horntide (1998) → Polar Argentina (1998) → Argentina Star (2005) → ab 8. Mai 2012 in Alang verschrottet                                                                |
| Numerian                        | Stocznia Gdańska / B369/03      | 8906963                         | - 1. Juni 1992                                | Star Reefers Shipowning           | Polar Brasil (1995) → Hornstream (1997) → Polar Brasil (1999) → Brasil Star (2005) → ab 12. April 2012 in Aliaga verschrottet                                                                   |
| Appian                          | Stocznia Gdańska / B369/04      | 8906975                         | - 12. Oktober 1992                            | Star Reefers Shipowning           | Polar Colombia (1995) → Honduras Star (2005) → 2017 Abbruch in Alang |
| Hadrian                         | Stocznia Gdańska / B369/05      | 9017264                         | - 2. Juni 1993                                | Star Reefers Shipowning           | Polar Uruguay (1996) → Uruguay Star (2005) → Uruguay Reefer (2015) → im Mai 2017 etwa 350 Seemeilen von Berkeley Sound entfernt nach Wassereinbruch gesunken.                                   |
| Trajan                          | Stocznia Gdańska / B369/06      | 9017276                         | - 31. August 1993                             | Star Reefers Shipowning           | Polar Chile (1996) → Chile Star (2005) → Crystal Reefer (2015) → Taganrogskiy Zaliv |
| Caribbean Universal             | Stocznia Gdańska / B369-I/01    | 9019119                         | - 11. Januar 1993                             | London Ship Managers Unicool Ship | Hornbreeze (1994) → Geestcrest (1994) → Hornbreeze (1994) → Geestcrest (1995) → Hornbreeze (1995) → Caribbean Reef (1998) → Cape Town Star (2003) → Yong Xiang 3 (2017) → 2019 Abbruch in Alang |
| Coral Universal                 | Stocznia Gdańska / B369-I/02    | 9019121                         | - 1. März 1993                                | London Ship Managers Unicool Ship | Horncloud (1993) → Coral Universal (1993) → Horncloud (1994) → Geesttide (1994) → Horncloud (1995) → Coral Reef (1998) → Durban Star (2003) → in Fahrt                                          |
| Dole America                    | Stocznia Gdańska / B369-II/01   | 9046502                         | 30. Dezember 1992 28. Juni 1993 April 1994    | Reefership Marine Services        | in Fahrt |
| Dole Europa                     | Stocznia Gdańska / B369-II/02   | 9046514                         | 7. Mai 1993 10. Dezember 1993 Juli 1994       | Reefership Marine Services        | in Fahrt |
| Dole Asia                       | Stocznia Gdańska / B369-II/03   | 9046526                         | 5. Juli 1993 26. November 1993 September 1994 | Reefership Marine Services        | in Fahrt |
| Dole Africa                     | Stocznia Gdańska / B369-II/04   | 9046538                         | 3. Januar 1994 17. Juni 1994 1. Januar 1995   | Reefership Marine Services        | in Fahrt |